# Системный анализ
Системный анализ — прикладное направление теории систем, применяемое при решении сложных слабоформализуемых проблем.
Не существует единого и общепринятого определения системного анализа ().

## Определение
Как отмечают В. Н. Волкова и А. А. Денисов, термин «системный анализ» использовался в научных публикациях неоднозначно. Среди определений:
- приложение системных концепций к функциям управления, связанным с планированием или даже со стратегическим планированием и целевой стадией планирования (Д. Клиланд, В. Кинг, 1979)
- синоним термина «анализ систем», развитие методологии исследования операций (Э. Квейд, 1969)
- системное управление организацией (С. Янг, 1972)
- методология исследования целенаправленных систем (Ю. И. Черняк, 1975)
- способ мышления, способ решения проблемы (С. Оптнер, 1969).

## Истоки системного анализа
Системный анализ возник в эпоху разработки компьютерной техники. Успех его применения при решении сложных задач во многом определяется современными возможностями информационных технологий. Н. Н. Моисеев приводит, по его выражению, довольно узкое определение системного анализа: «Системный анализ — это совокупность методов, основанных на использовании ЭВМ и ориентированных на исследование сложных систем — технических, экономических, экологических и т.д. Результатом системных исследований является, как правило, выбор вполне определенной альтернативы: плана развития региона, параметров конструкции и т. д. Поэтому истоки системного анализа, его методические концепции лежат в тех дисциплинах, которые занимаются проблемами принятия решений: исследование операций и общая теория управления».
Как отмечается БРЭ, в отечественной литературе термин «системный анализ» получил широкое распространение после выхода монографии С. Оптнера «Системный анализ для решения деловых и промышленных проблем» — перевод которой на русский язык вышел в 1969 году, и был осуществлен С. П. Никаноровым, впоследствии видным специалистом в данной области.
Вообще же системный анализ появился в рамках общей теории систем, а первое употребление этого термина встречается в отчетах RAND Corporation в 1948 году.

## Сущность системного анализа
Ценность системного подхода состоит в том, что рассмотрение категорий системного анализа создает основу для логического и последовательного подхода к проблеме принятия решений.
Эффективность решения проблем с помощью системного анализа определяется структурой решаемых проблем.

### Классификация проблем
Согласно классификации, все проблемы подразделяются на три класса:
- хорошо структурированные (well-structured), или количественно сформулированные проблемы, в которых существенные зависимости выяснены очень хорошо;
- слабо структурированные (ill-structured), или смешанные проблемы, которые содержат как качественные элементы, так и малоизвестные, неопределенные стороны, которые имеют тенденцию доминировать;
- неструктурированные (unstructured), или качественно выраженные проблемы, содержащие лишь описание важнейших ресурсов, признаков и характеристик, количественные зависимости между которыми совершенно неизвестны.

### Методы решения
Для решения хорошо структурированных количественно выражаемых проблем используется известная методология исследования операций, которая состоит в построении адекватной математической модели (например, задачи линейного, нелинейного, динамического программирования, задачи теории массового обслуживания, теории игр и др.) и применении методов для отыскания оптимальной стратегии управления целенаправленными действиями.
Системный анализ предоставляет к использованию в различных науках, системах следующие системные методы и процедуры:
- абстрагирование и конкретизация
- анализ и синтез, индукция и дедукция
- формализация и конкретизация
- композиция и декомпозиция
- линеаризация и выделение нелинейных составляющих
- структурирование и реструктурирование
- макетирование
- реинжиниринг
- алгоритмизация
- моделирование и эксперимент
- программное управление и регулирование
- распознавание и идентификация
- кластеризация и классификация
- экспертное оценивание и тестирование
- верификация

и другие методы и процедуры.

### Процедура принятия решений
Для решения слабо структурированных проблем используется методология системного анализа, системы поддержки принятия решений (СППР). Рассмотрим технологию применения системного анализа к решению сложных задач.
Процедура принятия решений согласно [2] включает следующие основные этапы:
1. формулировка проблемной ситуации;
2. определение целей;
3. определение критериев достижения целей;
4. построение моделей для обоснования решений;
5. поиск оптимального (допустимого) варианта решения;
6. согласование решения;
7. подготовка решения к реализации;
8. утверждение решения;
9. управление ходом реализации решения;
10. проверка эффективности решения.

Для многофакторного анализа, алгоритм можно описать и точнее:
1. описание условий (факторов) существования проблем, И, ИЛИ и НЕ связывание между условиями;
2. отрицание условий, нахождение любых технически возможных путей. Для решения нужен хотя бы один единственный путь. Все И меняются на ИЛИ, ИЛИ меняются на И, а НЕ меняются на подтверждение, подтверждение меняется на НЕ-связывание;
3. рекурсивный анализ вытекающих проблем из найденных путей, то есть п. 1 и п. 2 заново для каждой подпроблемы;
4. оценка всех найденных путей решений по критериям исходящих подпроблем, сведенным к материальной или иной общей стоимости.

## ПО для системного анализа
- Wolfram SystemModeler
- MATLAB/Simulink
- MapleSim
- VisSim
- 20-sim